# Subarktyka

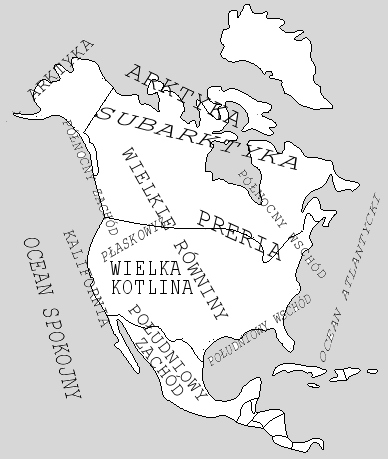
Obszary kulturowe Ameryki Północnej

Subarktyka – jeden z kręgów kulturowych Ameryki Północnej. Jest to obszar o niskich temperaturach, porośnięty lasami iglastymi lub tundrą. Dla ludów go zamieszkujących podstawą wyżywienia było łowiectwo (karibu, łosie) i rybołówstwo. Typowym domostwem był namiot kryty skórami (wigwam) lub szałas. Niektórzy etnologowie wyróżniają na tym obszarze trzy mniejesze kręgi kulturowe: Subarktykę Jukon, Subarktykę Mackenzie i Subarktykę Wschodnią. Dwa pierwsze kręgi zamieszkane były przez ludy mówiące językami z podrodziny atabaskańskiej w rodzinie na-dene. Były to:
- Athena
- Nabesna
- Kaska
- Carrier
- Atabaskowie
- Dene
- Slave (Niewolnicy)
- Hare (Zające)
- Beaver (Bobry)
- Dogrib (Psie Żebra)
- Sarsi

Subarktykę Wschodnią zamieszkiwały plemiona algonkiańskie, takie jak:
- Kri
- Odżibwejowie
- Chipewyan
- Algonkinowie
- Ottawowie
- Mikmakowie

Poza tym na obszarze tym mieszkali też Huroni.